# 65770 Leonardotestoni
65770 Leonardotestoni este o planetă minoră (asteroid), cu un diametru de 3,295 km, din centura de asteroizi. A fost descoperită pe 28 mai 1995 la  de osservatorio San Vittore⁠(d). 
Obiectul prezintă o orbită caracterizată de o semiaxă mare de 2,7021944784299 UAi, o excentricitate de 0,056763066215216, o înclinație de 11,825053790425 ° în raport cu ecliptica.